# ハムスペ
『ハムスペ』は、日本において株式会社イースト・プレスが発行していた月刊の漫画雑誌である。本稿では、その後継雑誌にあたる『あにスペ』についても述べる。

## 概要
あおば出版よりハムスター倶楽部の姉妹誌「ハムスター倶楽部スペシャル」（ハムスタークラブスペシャル）として2000年に刊行、後に略称である「ハムスペ」を正式名称として改名した。
ハムスターという名前がついているものの、実際にはハムスター以外にも犬、猫、ウサギ、鳥など様々な動物を題材とした漫画が掲載されていた。多くの作品が4コマ漫画の形式を取っていた。
2007年8月号（発売日：2007年6月23日）をもって休刊。その後、2008年4月23日にイースト・プレスの手によって復刊したが、2008年12月22日に発売された2009年2・3月合併号限りで再び休刊となった。

## 連載されていた作品の例
- 仔猫とわたし。（九条友淀）
- 花丸ハムスター（めで鯛）
- ハムスターファミリー（じゅりあーの）
- くるくるちゅー（びる）
- 文鳥様と私（今市子） → Mystery sara（Bbmfマガジン）
- ゴールデンタイム（さいきょーきかく（Y））
- パヤパヤ金魚（田中啓子）
- ぷちぞうラズリー（かわちりえこ）
- らぶにゃんこ（森永みぐ）
- ワンダードッグ・こた（国樹由香）
- リョータのいる部屋（鮎）
- 浜山ペンタゴン（鹿嶋ヒロオ） → あにスペ
- すてパンダ（Jaws）
- みかたうさぎ ねー（じんこ）
- でかポメ（橘紫夕） → あにスペ

## あにスペ
『ハムスペ』最終号で、2009年3月3日にも『あにスペ』というタイトルで再復刊する意向を示し、該当期日に再復刊（リニューアル創刊）された。
作家陣や作品の内容はほぼ『ハムスペ』から引き継がれていた。また、『ハムスペ』が月刊誌だったのに対し、こちらは隔月刊誌のスタイルをとっていた。
しかし、2009年9月3日に発売された同年10月号限りで廃刊となった。